# Ye'kuanes
Els ye'kuanes, també anomenats Ye'kwana, Ye'Kuana, Yekuana, Yequana, Yecuana, Dekuana, Maquiritare, Makiritare, So'to o Maiongong, són una tribu de selves tropicals que parlen ye'kuana, una llengua carib i que viuen a les regions del riu Caura i del riu Orinoco de Veneçuela a l'estat de Bolívar. i Estat de l'Amazones. Al Brasil habiten al nord-est de l'estat de Roraima. A Veneçuela, els Ye'kuana viuen al costat dels seus antics enemics, el sanumá (subgrup ianomami).
Quan els Ye'kuana volen referir-se a ells mateixos, utilitzen la paraula So'to, que es pot traduir com a "gent", "persona". Al seu torn, Ye'kuana es pot traduir com a "gent de canoa", "gent de les canoes" o fins i tot "gent de la branca al riu".

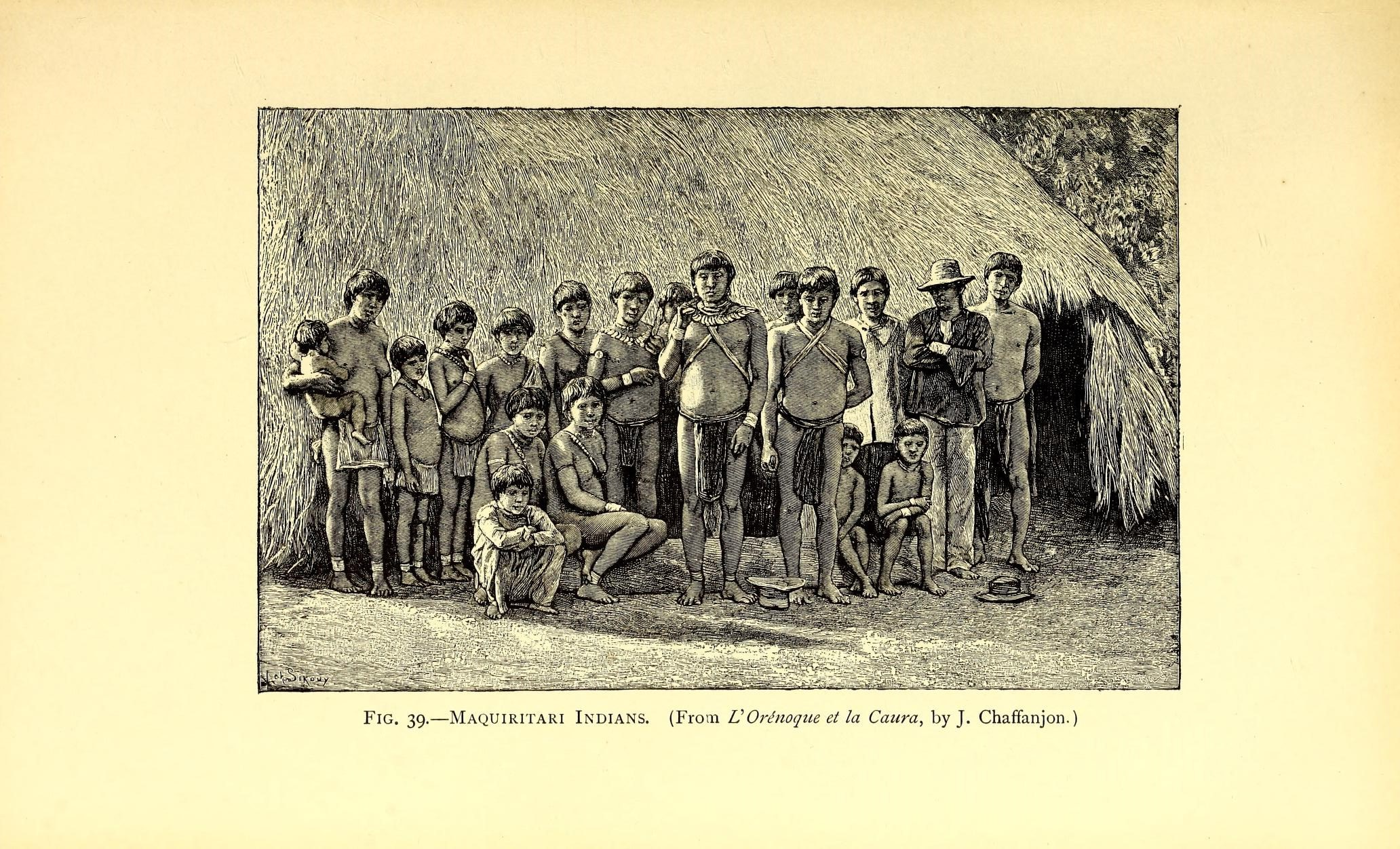
Indis maquiritari

Viuen en cases comunals anomenades  Atta  o  ëttë . L'estructura circular té un sostre en forma de con fet amb fulles de palmera. Construir l'atta es considera una activitat espiritual en què el grup reprodueix la gran llar còsmica del Creador.

## Història
La primera referència a la Ye'kuana va ser el 1744 per un sacerdot jesuïta anomenat Manuel Román. La Reserva de la Biosfera de l'Alt Orinoco-Casiquiare va ser creada pel govern veneçolà el 1993 amb l'objectiu de preservar el territori i l'estil de vida tradicionals dels pobles ianomami i ye'kuana.
Hi ha aproximadament 6.250 Ye'kuana a Veneçuela, segons el cens del 2001, amb uns 430 al Brasil.
Jean Liedloff va entrar en contacte amb els ye'kuana a la dècada de 1950, mentre treballava com a fotògrafa per als caçadors de diamants italians i en visites personals posteriors. Va basar el seu llibre "The Continuum Concept: a la recerca de la felicitat perduda" en la seva forma de vida, particularment en la criança dels seus fills. Liedloff va assenyalar el marcat contrast entre el tractament dels nadons occidentals i dels ye'kuana, que normalment són mantinguts "en braços" les 24 hores del dia per les seves mares i per altres adults i nens familiars que els cuiden.

## Filmografia
- (alemany) Makiritare (Venezuela, Orinoco-Quellgebiet) : Festtanz, documental de Hermann Schlenker i Dore Andree, IWF Wissen und Medien gGmbH, Göttingen, 1974 (rodat a Veneçuela, 1969), 6 min (DVD)
- (alemany) Makiritare (Venezuela, Orinoco-Quellgebiet) : Ernte und Aufbereiten von Maniok, Fladenbacken, documental de Hermann Schlenker i Dore Andree, IWF Wissen und Medien gGmbH, Göttingen, 1974 (rodatge a Veneçuela, 1969), 11 min 31 (DVD)
- (castellà) Ajishama : The White Ibis, documental de John Dickinson, Documentary Educational Resources, Watertown, 2004, 85 min (DVD)
- (castellà) Somos Yekuana, documental de Lorenzo Darío Espinoza, Fundación Villa del Cine, Caracas, 2006, 44 min (DVD)